# イワミセキレイ
イワミセキレイ（岩見鶺鴒、学名：Dendronanthus indicus）は、スズメ目セキレイ科に分類される鳥類の一種である。和名の由来は鳥取県岩美町で最初に観察されたことによる。

## 分布
ロシア極東沿海地方、中国北部から東部、朝鮮半島で繁殖し、冬期はインド東部からジャワ島、ボルネオ島までの東南アジア方面に渡って越冬する。
日本では数少ない旅鳥または冬鳥として春秋の渡りの時に渡来する。西日本での記録が多い。ごく少数の個体は夏鳥として渡来し、福岡県、島根県では繁殖記録もある。

## 形態
全長約15cm。頭から上尾筒までの上面は緑灰色で、喉から下尾筒までの下面はくすんだ白色である。眉斑は黄白色で、胸に黒いT字形の斑がある。雌雄同色である。

## 生態
常緑広葉樹林や松林、農耕地に生息する。他のセキレイ類と異なり、林の中で行動する傾向がある。単独かつがいで生活するが、非繁殖期に群れを作ることもある。
食性は動物食で、地上を歩きながら昆虫類やカタツムリ等を捕食する。
繁殖形態は卵生。落葉広葉樹の枝に草の茎などをクモの巣でつづった椀型の巣を作り、4-6月に1腹4-5個（通常4個）の卵を産む。
通常セキレイ類は尾を上下に振るが、本種は他のセキレイ類と異なり歩く時に尾を左右に振る。また、求愛給餌の習性がある。